# Dr. Josef Raabe Verlags
Dr. Josef Raabe Verlags-GmbH – wydawnictwo założone w 1948, specjalizujące się zwłaszcza w publikacjach o tematyce edukacyjnej i pedagogicznej.

## Historia wydawnictwa
Wydawnictwo Dr. Josef Raabe powstało w lipcu 1948. W 1979 zostało przyłączone do Wydawnictwa Ernst Klett AG, które w połowie lat osiemdziesiątych rozpoczęło proces tworzenia nowoczesnej grupy wydawniczej o międzynarodowym zasięgu. Obecnie grupa Ernst Klett to międzynarodowy koncern działający w 18 krajach Europy, zatrudniający ponad 2900 pracowników.
Działalność Wydawnictwa Dr Josef Raabe w Polsce rozpoczęła się w 1997. Pierwsze publikacje skierowane były do nauczycieli w przedszkolach.

## Czasopisma wydawane w Polsce
- Wychowanie w Przedszkolu (wydawane przez Dr. Josef Raabe Verlags od 2005)
- Życie szkoły (od 2005)
- Polonistyka (czasopismo) (od 2005)
- Matematyka (od 2005)
- Chemia w Szkole (od 2005)
- Biologia w Szkole (od 2005)
- Fizyka w Szkole (od 2005)
- Geografia w Szkole (od 2005)
- Wiadomości Historyczne (od 2005)
- J. Niemiecki – nauczaj lepiej! (od 2007)
- Wychowanie Fizyczne i Zdrowotne (od 2007)
- Biblioteka – Szkolne Centrum Informacji (od 2008)
- Polski w Praktyce (od 2008)
- Sedno. Magazyn Dyrektora Szkoły (od 2008)